# Drachensee (Kiel)
Der Drachensee ist ein See im Kieler Stadtteil Hassee im deutschen Bundesland Schleswig-Holstein. Er ist ca. 7 ha groß und bis zu 6,2 m tief. Benannt nach dem See ist die Stiftung Drachensee im selbigen Stadtteil.
Der Drachensee umfasst zwei Seen, die bis vor rund hundert Jahren noch verbunden waren. Früher wurden sie als Drecksee bezeichnet.